# Pedro de Campaña

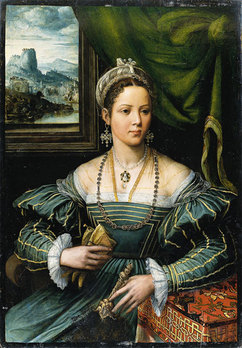
Retrato de uma Dama.

Pedro Campaña (1503 - 1586) foi um pintor flamengo do período do Renascimento, que trabalhou na Itália e Espanha. Seu nome verdadeiro era  Pieter de Kempeneer, traduzido para o francês como Champaigne, ou também Peter van de Velde.
Nascido em Bruxelas, estudou lá com Bernard Van Orley, sob a influência das pinturas de Rafael. Entre 1537 e 1562, associou-se a Luís de Vargas e ao escultor Torregiano para estabelecer uma escola de pintura em Sevilha, onde estudou, entre outros, Morales.